# SS Sudan
Le SS Sudan (Steam Ship  Sudan) est un bateau à vapeur qui propose des croisières sur le Nil depuis sa construction à la fin du XIXe siècle. Il a été racheté par le voyagiste Voyageurs du Monde en 2000 et accueille toujours des voyageurs entre Louxor et Assouan dans ses 23 cabines et suites.

## Histoire
En 1885, alors que la plupart des vapeurs naviguant sur le Nil sont dans un état pitoyable à la suite du semi-échec de l'expédition de Khartoum menée par Lord Kitchener, Thomas Cook lance un grand programme de construction de navires afin de développer le tourisme en Égypte. Quelques mois plus tard, plusieurs navires, construits en kit par Bow, McLachlan à Paisley sur la Clyde, sont assemblés et lancés par le chantier naval de Bulaq, à l'aube de la Belle Époque du tourisme égyptien. Le SS Sudan est un des derniers rescapés de cette période.
Comptant de nos jours cinq suites et 18 cabines, des éléments en bois ciré et en cuivre luisant, il s'agit du plus ancien des bateaux à voguer sur le Nil et le dernier témoin de l'époque de la navigation à vapeur sur le fleuve.
Parmi les plus célèbres passagers du Sudan, on peut citer l'archéologue Max Mallowan et son épouse Agatha Christie. C'est au cours d'une de ces croisières que cette dernière aurait eu l'idée de son célèbre roman policier Mort sur le Nil.
Le SS Sudan a été utilisé lors du tournage du téléfilm Mort sur le Nil avec David Suchet en 2004 (épisode 3 de la saison 9).